# Kroneckerprodukt
Kroneckerprodukt är en matematisk operation på två matriser, vilket resulterar i en ny, större, matris som enklast uttrycks som en blockmatris. Operationen är uppkallad efter Leopold Kronecker.

## Definition
Om A är en m × n-matris och B är en p × q-matris så är deras kroneckerprodukt en mp ×  nq-matris definierad av:
{\displaystyle A\otimes B={\begin{pmatrix}a_{11}B&a_{12}B&\cdots &a_{1n}B\\a_{21}B&a_{22}B&\cdots &a_{2n}B\\\vdots &\vdots &\ddots &\vdots \\a_{m1}B&a_{m2}B&\cdots &a_{mn}B\end{pmatrix}}={\begin{pmatrix}a_{11}b_{11}&a_{11}b_{12}&\cdots &a_{11}b_{1q}&\cdots &\cdots &a_{1n}b_{11}&a_{1n}b_{12}&\cdots &a_{1n}b_{1q}\\a_{11}b_{21}&a_{11}b_{22}&\cdots &a_{11}b_{2q}&\cdots &\cdots &a_{1n}b_{21}&a_{1n}b_{22}&\cdots &a_{1n}b_{2q}\\\vdots &\vdots &\ddots &\vdots &&&\vdots &\vdots &\ddots &\vdots \\a_{11}b_{p1}&a_{11}b_{p2}&\cdots &a_{11}b_{pq}&\cdots &\cdots &a_{1n}b_{p1}&a_{1n}b_{p2}&\cdots &a_{1n}b_{pq}\\\vdots &\vdots &&\vdots &\ddots &&\vdots &\vdots &&\vdots \\\vdots &\vdots &&\vdots &&\ddots &\vdots &\vdots &&\vdots \\a_{m1}b_{11}&a_{m1}b_{12}&\cdots &a_{m1}b_{1q}&\cdots &\cdots &a_{mn}b_{11}&a_{mn}b_{12}&\cdots &a_{mn}b_{1q}\\a_{m1}b_{21}&a_{m1}b_{22}&\cdots &a_{m1}b_{2q}&\cdots &\cdots &a_{mn}b_{21}&a_{mn}b_{22}&\cdots &a_{mn}b_{2q}\\\vdots &\vdots &\ddots &\vdots &&&\vdots &\vdots &\ddots &\vdots \\a_{m1}b_{p1}&a_{m1}b_{p2}&\cdots &a_{m1}b_{pq}&\cdots &\cdots &a_{mn}b_{p1}&a_{mn}b_{p2}&\cdots &a_{mn}b_{pq}\end{pmatrix}}.}

### Exempel
Låt A och B vara definierade enligt:
{\displaystyle A={\begin{pmatrix}1&-1\\0&2\end{pmatrix}}~~B={\begin{pmatrix}1&0&3\\0&6&2\end{pmatrix}}.}
Deras kroneckerprodukter blir:
{\displaystyle A\otimes B={\begin{pmatrix}B&-B\\0&2B\end{pmatrix}}={\begin{pmatrix}1&0&3&-1&0&-3\\0&6&2&0&-6&-2\\0&0&0&2&0&6\\0&0&0&0&12&4\end{pmatrix}}}
{\displaystyle B\otimes A={\begin{pmatrix}A&0&3A\\0&6A&2A\end{pmatrix}}={\begin{pmatrix}1&-1&0&0&3&-3\\0&2&0&0&0&6\\0&0&6&-6&2&-2\\0&0&0&12&0&4\end{pmatrix}}}

## Egenskaper
Kroneckerprodukten har egenskaperna
{\displaystyle A\otimes (B+C)=A\otimes B+A\otimes C}
{\displaystyle (A+B)\otimes C=A\otimes C+B\otimes C}
{\displaystyle (kA)\otimes B=k(A\otimes B)}
{\displaystyle (A\otimes B)\otimes C=A\otimes (B\otimes C)}
{\displaystyle (A\otimes B)(C\otimes D)=AC\otimes BD} om AC och BD är definierade.
{\displaystyle (A\otimes B)^{T}=A^{T}\otimes B^{T}}

### Egenvärden
Om {\displaystyle \lambda _{i}} för i = 1, 2, ..., n är egenvärden till A och {\displaystyle \mu _{j}} för j = 1, 2, ..., q  är egenvärden till B så är {\displaystyle \lambda _{i}\mu _{j}} ett egenvärde till deras kroneckerprodukter för alla kombinationer av i och j och alla egenvärden till kroneckerprodukterna uppkommer på detta sätt.
Ur detta kan man få ekvationer för matrisspåren och determinanterna för kroneckerprodukterna:
{\displaystyle \operatorname {tr} (A\otimes B)=\operatorname {tr} A\operatorname {tr} B}
{\displaystyle \det(A\otimes B)=(\det A)^{q}(\det B)^{n}}

### Kroneckersumma
En kroneckersumma av två kvadratiska matriser A och B (n × n respektive m × m) är matrisen definierad av
{\displaystyle I_{m}\otimes A+B\otimes I_{n}}
Kroneckersummans egenvärden är på formen {\displaystyle \lambda _{i}+\mu _{j}}.

## Matrisekvationer
Kroneckerprodukter kan användas för att lösa matrisekvationer av typen AxB = C, då man kan få en lösning genom
{\displaystyle (B^{T}\otimes A)\operatorname {vec} X=\operatorname {vec} C}
som löses som ett vanligt ekvationssystem. vec C är vektoriseringen av matrisen C, C:s kolonner staplade ovanpå varandra i en vektor.
Kroneckersummor används vid lösningen av Sylvesters ekvation, AX + XB = C, då en lösning ges av:
{\displaystyle (I_{m}\otimes A+B^{T}\otimes I_{n})\operatorname {vec} X=\operatorname {vec} C}